# Pilvi Torsti
Pilvi Tuulia Torsti, född 6 januari 1976 i Imatra, är en finländsk socialdemokratisk politiker. Hon är ledamot av Finlands riksdag sedan 2017. Torsti är politices doktor och företagare. Hon tillträdde som riksdagsledamot efter att Nasima Razmyar avgick från riksdagen.
Torsti fick en suppleantplats i riksdagsvalet 2015 med 3 451 röster från Helsingfors valkrets.